# Microthlaspi
Genre
Microthlaspi est un genre de plantes à fleurs de la famille des Brassicaceae.

## Liste des espèces
Selon GBIF (28 juin 2021) :
- Microthlaspi granatense (Boiss. & Reut.) F.K.Mey.
- Microthlaspi natolicum (Boiss.) F.K.Mey.
- Microthlaspi perfoliatum (L.) F.K.Mey.
- Microthlaspi perfoliatum Linnaeus, 1753
- Microthlaspi umbellatum (Steven ex DC.) F.K.Mey.

Selon la World Flora Online (WFO) (28 juin 2021) :
- Microthlaspi granatense F.K. Meyer
- Microthlaspi natolicum F.K. Mey.
- Microthlaspi umbellatum F.K. Mey.

Selon Tropicos (28 juin 2021) :
- Microthlaspi erraticum (Jord.) Tahir Ali & Thines, 2016
- Microthlaspi granatense F.K. Meyer, 1973
- Microthlaspi mediterraneo-orientale Tahir Ali & Thines, 2016
- Microthlaspi natolicum F.K. Mey.
- Microthlaspi perfoliatum (L.) F.K. Mey., 1973
- Microthlaspi sylvarum-cedri Tahir Ali & Thines, 2016
- Microthlaspi umbellatum (Stev. ex DC.) F.K. Mey., 1973

Selon Plants of the World online (POWO) (28 juin 2021) :
- aucune espèce, toutes transférées dans le genre Noccaea Moench